# Diaulota alaskana
Diaulota alaskana (лат.) — вид коротконадкрылых жуков рода Diaulota из подсемейства Aleocharinae. Встречаются по тихоокеанскому побережью Северной Америки: США (Аляска). Обитают в приливно-отливной литоральной зоне скалистых берегов.

## Описание
Жуки-стафилиниды мелкого размера, длина тела 2,7—2,9 мм. Основная окраска чёрная. От близких видов отличается следующими признаками: переднееспинка и надкрылья без отчётливых длинных нитевидных волосков; мандибулы не заострены; передний край лабрума усечённый; гипомерон с продольным килем, менее угловат сзади; ментум с более мелким передним окаймлением. Надкрылья длиннее ширины; задний край VIII стернита гладкий. Формула члеников лапок 4-4-5. Лабрум полукруглый; надкрылья короче переднеспинки; задние крылья отсутствуют.